# Мезень (річка)
Мезе́нь — річка на півночі європейської частини Росії (басейн Білого моря); протікає територією Республіки Комі та Архангельської області. 

## Загальні відомості
Довжина річки — 966 км, площа басейну — 78 000 км².
Пересічний рівень витрат води — 866 м³/сек, його максимальний показник — 9530 м³/сек.
Живлення річки — змішане, з переважанням снігового.
Річка береться кригою наприкінці жовтня — в середині листопада, а скресає лід — наприкінці квітня — на початку травня. Найбільш повноводною річка є у травні—червні. Влітку і на початку осені на Мезені можливими є дощові паводки.

## Географія протікання
Мезень бере початок з боліт на західних схилах Тіманського кряжа (Республіка Комі). Роблячи вигин і спочатку повертаючи на захід, а потім на північ, річка тече в бік Архангельської області. Протікаючи через Архангельську область, поступово повертає на північ. 
Після злиття з Вашкою, Мезень різко повертає на північ. На крайній півночі протікання біля міста Мезень впадає в Мезенську губу Білого моря. 
У верхів'ї береги Мезені високі та скелясті, в середній течії — Мезень звивиста, чимало перекатів, що утруднюють судноплавство. В пониззі ж річки, надто чим ближче до гирла Вашки, щораз більше у руслі мілин і перекатів.
У гирлі Мезені — припливи, які сягають у верхів'ї відстані 64 км.

## Притоки
Головні притоки Мезені:
- праві — Мезенська Піжма, Суда, Пеза;
- ліві — Ірва, Писса, Вашка, Большая Лоптюга.

## Використання
Мезень є сплавною. Судноплавною є на 201 км від гирла (до впадіння річки Вашка), навесні — на 681 км (до пристанку Макар-Іб).
У гирлі Мезені розвинуте рибальство. 
На річці розташоване місто Мезень.

## Джерело
- Українська радянська енциклопедія : у 12 т. / гол. ред. М. П. Бажан ; редкол.: О. К. Антонов та ін. — 2-ге вид. — К. : Головна редакція УРЕ, 1974–1985., Том 6., К., 1981, стор. 436